# بن جواد

لاحظ موقع مدينة بن جواد بين رأس لانوف وسرت على الساحل

مدينة بن جواد: مدينة ليبية صغيرة تقع في إقليم طرابلس على ساحل البحر الأبيض المتوسط، بين مدينة رأس لانوف من الشرق ومدينة سرت من الغرب.
تتبع الآن هذه المدينة خليج السدرة وتتميز بموقعها الرائع فهي تقع بين الجبل والبحر، وتتميز بمقاهيها ومطاعمها المعروفة مثل مطعم الصحارى ومطعم المهاري ومطعم الكناري ومطعم الكبير
شهدت أثناء الحرب الأهلية معارك عنيفة بين الثوار وكتائب القذافي في مارس 2011.
بسط الثوار سيطرتهم على المدينة في مارس 2011 بعد انسحاب الجيش النظامي التابع للقذافي.
وقد سيطر تنظيم الدولة الإسلامية (داعش)على المدينة بتاريخ 4 يناير 2016 م.